# Australië op het Junior Eurovisiesongfestival

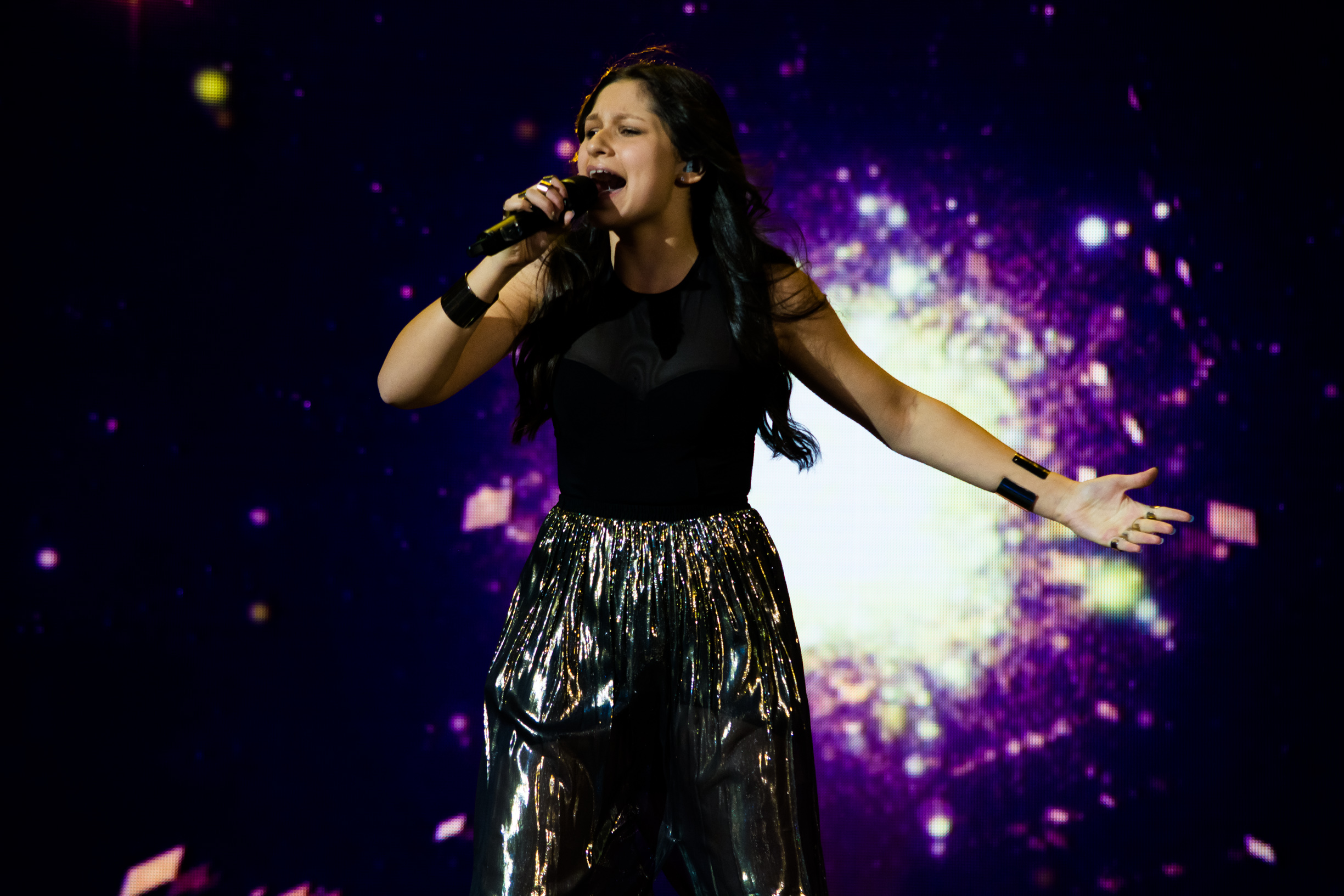
Bella Paige

Australië is een van de deelnemende landen aan het Junior Eurovisiesongfestival.

## Geschiedenis
In oktober 2015 werd bekend dat Australië voor het eerst zou deelnemen aan het festival op het Junior Eurovisiesongfestival 2015 in Bulgarije. Bella Paige mocht het land als eerste vertegenwoordigen en eindigde als achtste. In 2016 werd Australië vijfde met het nummer We are van Alexa Curtis. Het jaar daarop, in 2017, werd de dertienjarige Isabella Clarke naar de wedstrijd gestuurd met het lied Speak up. Dit lied kreeg van de Nederlandse jury 12 punten en eindigde op de derde plaats met 172 punten. In 2018 werd Australië nogmaals derde met het lied Champion van Jael Wena. De jury's gaven Wena de meeste punten, maar bij de televoting scoorde ze minder goed, waardoor de inzendingen van Frankrijk en Polen haar nog inhaalden.

## Australische deelnames
| Jaar | Artiest         | Lied         | Plaats | Punten | Taal   |
| ---- | --------------- | ------------ | ------ | ------ | ------ |
| 2015 | Bella Paige     | My girls     | 8      | 64     | Engels |
| 2016 | Alexa Curtis    | We are       | 5      | 202    | Engels |
| 2017 | Isabella Clarke | Speak up     | 3      | 172    | Engels |
| 2018 | Jael Wena       | Champion     | 3      | 201    | Engels |
| 2019 | Jordan Anthony  | We will rise | 8      | 121    | Engels |

| Kleur | Betekenis      |
| ----- | -------------- |
|       | Eerste plaats  |
|       | Tweede plaats  |
|       | Derde plaats   |
|       | Laatste plaats |
|       | Gastland       |

## Gegeven en gekregen punten
| Plaats | Land        | Punten |
| ------ | ----------- | ------ |
| 1      | Malta       | 51     |
| 2      | Wit-Rusland | 39     |
| 3      | Georgië     | 38     |
| 4      | Armenië     | 36     |
| 5      | Rusland     | 23     |

| Plaats | Land      | Punten |
| ------ | --------- | ------ |
| 1      | Georgië   | 52     |
| 2      | Nederland | 49     |
| 3      | Polen     | 45     |
| 3      | Rusland   | 45     |
| 5      | Oekraïne  | 43     |

## Twaalf punten
(Een vetgedrukte editie betekent dat het land die editie won.)
| Aantal | Land      | Edities                  |
| ------ | --------- | ------------------------ |
| 3      | Malta     | 2015, 2016 (J), 2018 (J) |
| 1      | Georgië   | 2016 (K)                 |
| 1      | Nederland | 2019 (J)                 |
| 1      | Rusland   | 2017 (J)                 |

| Aantal | Land        | Edities                      |
| ------ | ----------- | ---------------------------- |
| 3      | Nederland   | 2016 (K), 2017 (J), 2018 (J) |
| 1      | Georgië     | 2016 (J)                     |
| 1      | Ierland     | 2016 (K)                     |
| 1      | Italië      | 2018 (J)                     |
| 1      | Oekraïne    | 2018 (J)                     |
| 1      | Portugal    | 2018 (J)                     |
| 1      | Rusland     | 2019 (J)                     |
| 1      | Wales       | 2018 (J)                     |
| 1      | Wit-Rusland | 2018 (J)                     |